# 丰捷卡巴代斯
丰捷卡巴代斯（法語：Fontiers-Cabardès，法語發音：[fɔ̃tje kabaʁdɛs] ⓘ）是法国奥德省的一个市镇，位于该省北部偏西，属于卡尔卡松区。

## 地理
丰捷卡巴代斯（43°22'11"N, 2°14'53"E）面积8.46 平方千米，位于法国奧克西塔尼大區奥德省，该省份为法国南部沿海省份，北起塔恩省，西北接上加龙省，西接阿列日省，南至东比利牛斯省，东临地中海，东北与埃罗省接壤。
与丰捷卡巴代斯接壤的市镇（或旧市镇、城区）包括：布鲁斯和维拉雷、屈克萨克卡巴代斯、拉孔布、圣但尼、弗赖斯卡巴代斯。

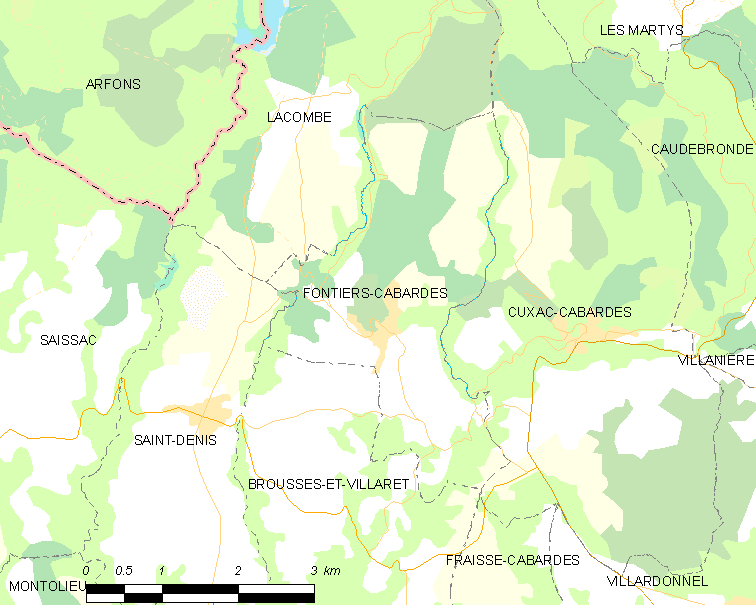
丰捷卡巴代斯的OSM定位图

丰捷卡巴代斯的时区为UTC+01:00、UTC+02:00（夏令时）。

## 行政
丰捷卡巴代斯的邮政编码为11390，INSEE市镇编码为11150。

## 政治
丰捷卡巴代斯所属的省级选区为努瓦尔山区拉马勒佩尔县。

## 人口

1962-2008年间丰捷卡巴代斯人口变化图示

丰捷卡巴代斯于2022年1月1日时的人口数量为467人。